# Hamilton Richardson
Hamilton "Ham" Farrar Richardson, född 24 augusti 1933 i Baton Rouge, Louisiana, död 5 november 2006 i New York, var en amerikansk tennisspelare aktiv under 1950- och 1960-talen. Han rankades som amerikansk etta 1956 och 1958. Under perioden 1951–65 rankades han 11 gånger bland USA:s 10 bästa spelare.

## Tenniskarriären
Richardson studerade på Tulane University i New Orleans i Louisiana. Under den perioden vann han två gånger NCAA-mästerskapen (1953 och 1954). Richardson nådde finalen i Cincinnati Masters i (Ohio) två gånger (1950 och 1953), men förlorade båda, senaste gången mot landsmannen och senare världsettan Tony Trabert. Säsongen 1953 nådde han finalen i Amerikanska grusmästerskapen som han förlorade mot Vic Seixas. Säsongen 1955 vann han singeltiteln i Swedish Open i Båstad och under den särskilt framgångsrika säsongen 1958 vann han singeltiteln i Countrywide Classic.    
I de Amerikanska mästerskapen vann han 1958 dubbeltiteln tillsammans med Alex Olmedo. I finalen besegrade de Sam Giammalva/Barry MacKay med 3–6 6-3 6–4 6-4. Redan 1953 spelade Hamilton sin första GS-final. Richardson nådde då tillsammans med amerikanskan Maureen Connolly mixed dubbelfinalen i Australiska mästerskapen. Paret förlorade denna mot Julia Sampson/Rex Hartwig (4–6, 3–6). 
Richardson deltog i det amerikanska Davis Cup-laget 1952–56, 1958 och 1965. Han spelade totalt 22 matcher och vann 20 av dem. Av vinsterna var 17 i singel. Han besegrade spelare som Nicola Pietrangeli, Orlando Sirola (båda från Italien) och svensken Sven Davidson. Richardson spelade dubbelmatchen i slutfinalen (Challenge Round) i det segerrika mötet mot Australien 1958. Tillsammans med sin partner Alex Olmedo besegrade paret Malcolm Anderson/Neale Fraser i en mycket jämn match (10–12, 3–6, 16–14, 6–3, 7–5).

## Spelaren och personen
Hamilton Richardson drabbades redan som 15-åring av diabetes. På grund av detta avråddes han av läkare från tävlingsspel inom tennis, men han ignorerade detta och blev en av USA:s mest framgångsrika spelare . Hans diabetes fick honom dock att tveka inför en mer omfattande internationell tävlingskarriär och han spelade därför huvudsakligen i amerikanska tävlingar.       
Han hade en kraftfull förstaserve men en något svagare och ojämn andraserve. Hans grundslag var säkra, särskilt på backhandsidan. Han föredrog dock att spela attackspel med inslag av volleyspel vid nät. 
Richardson ledde under 35 år en affärsrörelse i New York, investeringsbolaget Richardson and Associates. Han var också politiskt aktiv inom det demokratiska partiet.

## Titlar iGrand Slam-turneringar
- Amerikanska mästerskapen
  - Dubbel - 1958 (tillsammans med Alex Olmedo)